# Kadujin
Kadujin (del ruso: Кадухин) es un jútor del raión de Ust-Labinsk del krai de Krasnodar, en el sur de Rusia. Está situado a orillas del Mali Zelenchuk, afluente por la izquierda del Kubán, 8 km al este de Ust-Labinsk y 64 km al nordeste de Krasnodar, la capital del krai. Tenía 382 habitantes en 2010.
Pertenece al municipio Nekrásovskoye.